# Jonathan Kaufman

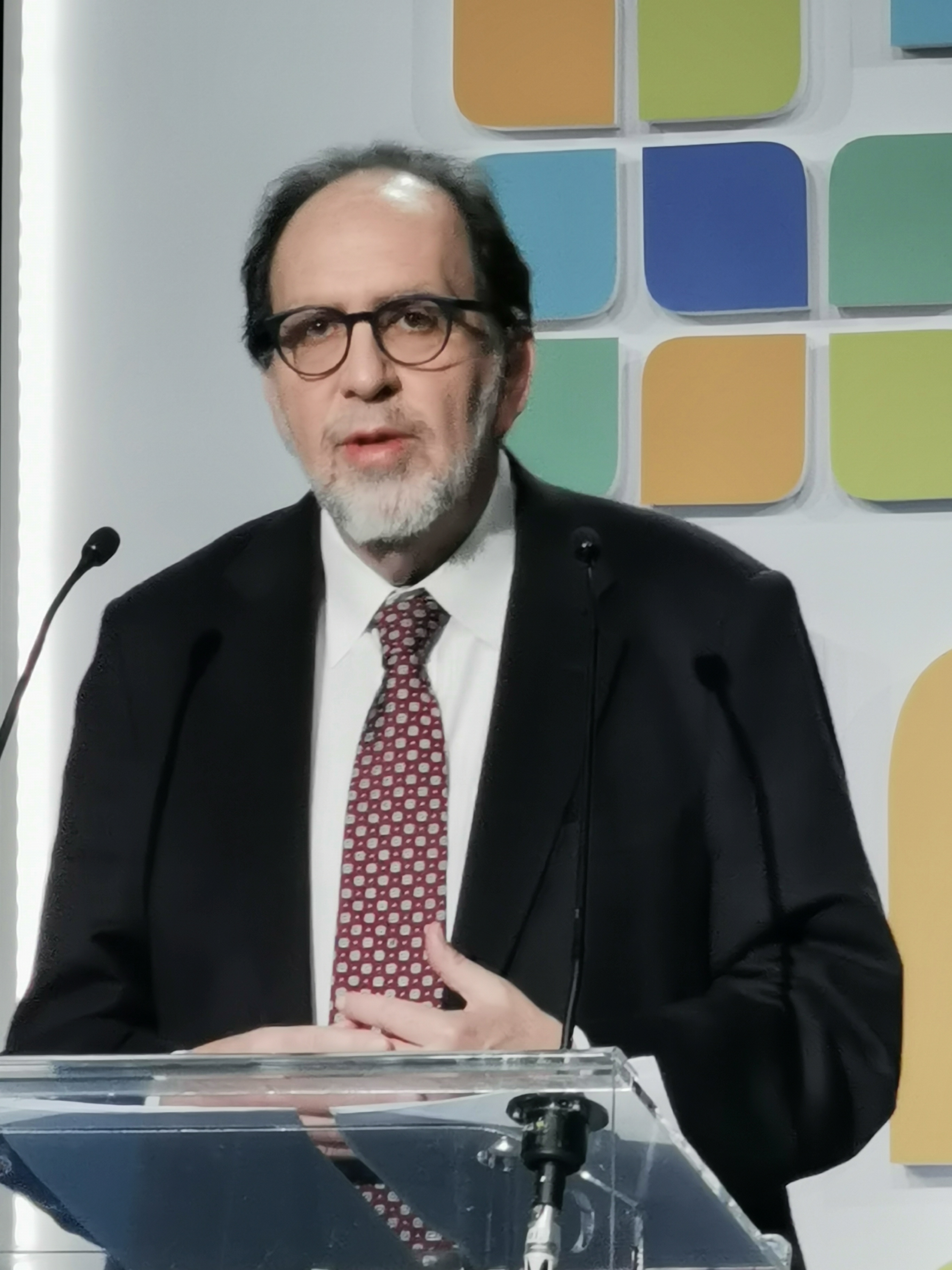
Jonathan Kaufman

Jonathan Kaufman (New York, 18 april 1956) is een Amerikaans journalistprofessor en schrijver. 

## Biografie
Jonathan Kaufman studeerde tussen 1974 en 1982 Engels (BA) aan Yale College  en Oost-Aziatische studies (MA) aan Harvard. In 1979 begon hij als verslaggever in HongKong en China.Tussen 1982 en 1994 werkte hij voor de The Boston Globe. Tussen 1995 en 2009 werkte hij voor The Wall Street Journal. Tussen 2009 en 2013 werkte hij als editor bij Bloomberg News. Sinds 2015 is hij directeur van de school of Journalism (Northeastern University te Boston)

## Erkentelijkeden (selectie)
- 1984 - Pulitzer Prize voor de verslaggeving van racisme en discriminatie in Boston (The Boston Globe).
- 1985 - Finalist Pulitzer Prize (The Boston Globe)
- 1997 - National Headliner Award
- 1998 - finalist National Jewish Book Award voor A Hole in the Heart of the World: Being Jewish in Eastern Europe
- 2011 - Gerald Loeb Award
- 2012 - Gerald Loeb Award
- 2015 - Pulitzer Prize

## Publicaties (selectie)
- A Hole in the Heart of the World: Being Jewish in Eastern Europe (1997)
- De koningen van Shangai (2020)